# Persia's got talent

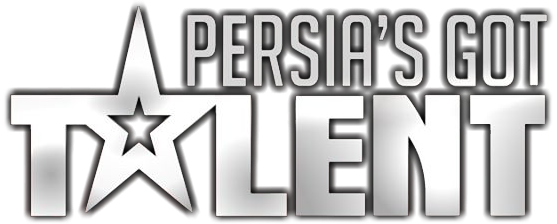
Logo Persia's Got Talent

Persia’s Got Talent – spin-off brytyjskiego programu talentów Got Talent skierowanego do persojęzycznych odbiorców na całym świecie, głównie w Iranie (znanym również jako „Persja”). Jest produkowany poza Iranem i jest emitowany w MBC Persia, części Bliskowschodniego Centrum Nadawczego, od 31 stycznia 2020 r..